# Момус
Момус (настоящее имя — Ник Карри, англ. Nick Currie, род. 11 февраля 1960 года в Пэйсли, Шотландия) — музыкант, журналист и блогер, взявший в качестве псевдонима имя бога насмешки из греческой мифологии. 
Момус — сочинитель и исполнитель музыки, которую сложно отнести к какому-то определенному направлению. Момус относит своё творчество к постмодерну и считает себя изобретателем нового музыкального стиля — аналогового барокко. Глубокие тексты песен Момуса зачастую затрагивают табуированные темы.
Сотрудничает с другими музыкантами (Кахими Кари, Джимом Авиньоном и др.).
До 10 февраля 2010 вёл блог, ежедневно размещая свои рассуждения на различные культурологические темы. 
Двоюродный брат Джастина Карри из группы Del Amitri.

## Альбомы
- Circus Maximus (1986)
- The Poison Boyfriend (1987)
- Tender Pervert (1988)
- Don’t Stop The Night (1989)
- Monsters Of Love (1990)
- Hippopotamomus (1991)
- The Ultraconformist (Live Whilst Out Of Fashion) (1992)
- Voyager (1992)
- Timelord (1993)
- Slender Sherbert (1995)
- The Philosophy of Momus (1995)
- Twenty Vodka Jellies (1996)
- Ping Pong (1997)
- The Little Red Songbook (1998)
- Stars Forever (1999)
- Folktronic (2001)
- Oskar Tennis Champion (2003)
- Summerisle, a collaboration with Anne Laplantine (2004)
- Otto Spooky (2005)
- Ocky Milk (2006)
- Joemus (2008)
- Hypnoprism (2010)
- Turpsycore (2015)
- Glyptothek (2015)
- Scobberlotchers (2016)
- Pillycock (2017)
- Pantaloon (2018)
- Akkordion (2019)
- Vivid (2020)
- Athenian (2021)